# Anca Sârbu
Anca Sârbu (n. secolul al XX-lea, România) este conferențiar dr. la Universitatea din București, Facultatea de Biologie și director al Grădinii Botanice din București.

## Lucrări publicate
- Sârbu, A. 1993. Fitohormonii, factori implicați în controlul creșterii și diferențierii plantelor. Natura, 1-4, pp. 54–62.
- Sârbu, A., Polescu, L., Lițescu, S., Smarandache, D. 997. Îndrumător de botanică. Editura Univesității București, București.
- Sârbu, A. 1999 Biologie vegetală. Note de curs. Editura Universității din București, București.
- Sârbu, A. 1997. Teză de doctorat: Rolul macrofitelor submerse în circuitul unor elementelor minerale, în ecosistemele acvatice din Delta Dunării
- Sârbu, A., Cristofor, S., Vădineanu, A. 1997. Effects of hydrological regimen on submerged macrophytes in the Lower Danube Flood plain and Delta. International Conference IAD-Sil, Limnologische Berichte Donau 1997, Band 1. pp. 233–237, Viena.
- Sârbu, A., Smarandache, Daniela, Pascale, Gabriela - Îndrumător de practică (Botanică) - Munții Bucegi-Baiului
- Coldea Gh., Negrean G., Sârbu I. & Sârbu Anca. 2001. Ghid pentru identificarea și inventarierea pajiștilor seminaturale din România. București: Edit. „alo, București!”.